# Международный альянс атеистов
Междунаро́дный алья́нс атеи́стов — всемирная федерация атеистических организаций и атеистов, стремящаяся к просвещению общественности об атеизме, секуляризме, антиклерикализме и связанных с этим вопросах. МАА был основан в 1991 году.

## История
МАА был основан в 1991 году как Атеистический альянс, союз четырёх американских групп атеистов. Со временем Атеистический альянс расширился, добавив в качестве членов региональные и международные группы, и в 2001 году изменил своё название на Международный альянс атеистов. В 2010 и 2011 члены одобрили разделение американского и международного сегментов МАА в отдельные организации, чтобы приспособить различные стратегические интересы каждой группы. Американская группа была переименована в Атеистический альянс Америки; международная группа сохранила первоначальное название МАА, но приняла новые подзаконные акты и новую организационную структуру. Запуск недавно реорганизованного МАА прошёл на всемирной Атеистической Конвенции в Дублине 3 июня 2011 года.
В 2013 году МАА был предоставлен специальный консультативный статус в Организации Объединенных Наций. В этой роли МАА сможет оказывать большую поддержку неверующим, защищая их от преследования их правительствами.

## Цель и миссия

Cимвол атеиста, результат конкурса альянса в 2007 году, создан Дайан Рид.

Цель Международного альянса атеистов — мир повсеместного секуляризма и антиклерикализма, в котором государственные законы и образование не находятся под влиянием религиозных убеждений, и основаны на здравом смысле и рациональных доводах.
Миссия Международного альянса атеистов — бросать вызов религиозной вере и усиливать позиции атеизма в мире, поддерживая распространение и взаимодействие организаций атеистов и инициируя образовательные проекты и общественные кампании.

## Образование
Образование — ключевое направление деятельности Международного альянса атеистов. МАА помогает своим членам и общественности приобретать новые знания:
- Публикуя новости на тему атеизма, секуляризма и антиклерикализма на сайте Альянса и в СМИ;
- Издавая журнал Secular World и информационный бюллетень Imagine!;
- Планируя съезды атеистов совместно с местными национальными группами, предоставляя им возможность слушать доклады как видных, так и начинающих ораторов;
- Способствуя созданию новых организаций атеистов, в первую очередь в развивающихся странах;
- Спонсируя образовательные программы, такие, как открытие Гуманистской начальной школы в Касесе (Уганда)[4].

## Общественная компания
Основные права личности, чувство справедливости и социальная ответственность вместе дают основу для определения того, что значит быть человеком. МАА защищает права атеистов и людей похожих взглядов, предавая огласке относящиеся к ним проблемы, публикуя политические заявления и кооперируя с другими организациями, стремясь привлечь к соответствующим темам внимание СМИ и правительств.

## Основные ценности альянса
1. Разумное и рационалистическое мышление. Разумное и рационалистическое мышление — фундамент для принятия логических решений, необходимый для преодоления проблем, встающих перед человечеством.
2. Наука и эмпиризм. Научный метод — наиболее совершенный на данный момент инструмент для поиска истины и понимания нашего мира. Мы основываем наши суждения на версиях, подкреплённых доказательствами, и меняем наши суждения, если появляются новые данные.
3. Сочувствие. Человеческое сочувствие и эмпатия служат базой для социального сотрудничества, которое идёт на пользу всем людям.
4. Целеустремленность. Эта жизнь — единственная, которой обладает любой из нас, и мы должны использовать её для чего-то значительного.
5. Свобода. Все люди обладают правом на свободу от дискриминации на основе пола, сексуальной ориентации, цвета кожи, национальности и ограниченных способностей. Все люди обладают правом на свободу совести. МАА полностью поддерживает ценности, изложенные во Всеобщей декларации прав человека.
6. Ответственность. Каждый человек — часть мирового сообщества и несёт ответственность за гуманное взаимодействие с другими людьми или животными и за сохранность нашей планеты[4].